# قصبة وهران
قصبة وهران تعود تأسيسها لعام 902 ميلادي، وتشير الروايات ن أن تأسيس هذا المعلم التاريخي ممتد على مساحة 5.5 هكتار من أعالي منطقة رأس العين لغاية حي الدرب.

## الموقع
تحد قصبة وهران
- الشمال : المسمكة
- الغرب : سان لويس
- الشرق: الدرب وشاطوناف
- الجنوب :رأس العين

## التأسيس
تأسست القصبةعام 902م على يد بحارة اندلسيين محمد بن عبدون، ومحمد بن أبي عون. بعد سنوات قليلة من تأسيس المدينة خربت بسبب فتن داخلية بين عشائر البربروبمجرد حلول عام 910م أعيد تشييدها من جديد لكن ظهر صراع آخر بين الأمويين بالأندلس والفاطميين

## تاريخ
في عام 1077م أصبحت تابعة للدولة المرابطية، ودام حكمه عليها حوالي 68 عاماً، ثم خضعت لسيطرة الموحدين في العام 1145م بعدما سيطرت عليها قوات عبد المؤمن بن علي الكومي الموحدية المنتصرة في مدينة تلمسان، وعرفت أيام حكمهم بالازدهار والاستقرار لأكثر من قرن، حيث شيدوا فيها الموانئ،
في القرن الرابع عشر للميلاد أصبحت المدينة مركزاً فكرياً؛ إذ عاش فيها عدة كتّاب؛مثل : يحي بن خلدون،، وابن خميس، القلصادي وزارها ليون الإفريقي، وفي عام 1493م استقبلت وهران عدداً كبيراً من اللاجئين الناصريين، وذلك بعد سقوط دولة الأندلس، وفي عام 1505م رست السفن الإسبانية في ميناء المرسى الكبير، وكانت هذه الحملة أول حملة إسبانية على وهران، وفي عام 1509م سقطت بيد القوات الإسبانية بشكل كامل.
في عام 1708م ضمّ الباي مصطفى بن يوسف وهران إلى إيالة ومملكة الجزائر، ثم جاء حكم العثمانيين عليها، وانقسم إلى فترتين هما:

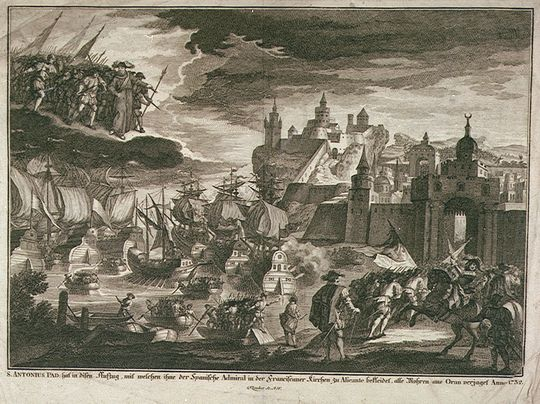
الهجوم الإسباني على وهران سنة 1732م

1. الهجوم الإسباني على وهران سنة 1732مالفترة الأولى : التي بدأت من عام 1708م إلى عام 1732م،
2. الفترة الثانية : بدأت من عام 1792م إلى عام 1830م.

### أشهر الوقائع التاريخية
- مقتل تشفين بن علي آخر أمراء المرابطين في حروبه مع الموحدين ،
- سجن أبو حمو موسى الثاني سلطان الزيانيين في قصبة وهران،
- 780 هجري : مقتل يحي بن خلدون بوهران[5]

## وصلة خارجية
- مديرية السياحة لولاية وهران